# The American Journal of Psychology
The American Journal of Psychology is een internationaal, aan collegiale toetsing onderworpen wetenschappelijk tijdschrift op het gebied van de psychologie. De naam wordt in literatuurverwijzingen meestal afgekort tot AJP. Het tijdschrift wordt uitgegeven door de University of Illinois Press en verschijnt ieder kwartaal.

## Geschiedenis
Het tijdschrift werd voor het eerst uitgegeven in  november 1887 door G. Stanley Hall. The American Journal of Psychology was het eerste Engelstalige tijdschrift dat geheel aan psychologie was gewijd. Het tijdschrift Mind was ouder en behandelde soms psychologische aspecten, maar was een filosofisch tijdschrift. Philosophische Studien was het allereerste psychologisch tijdschrift (ondanks de "filosofie" in de titel), doch dit was Duitstalig en verdween reeds in 1903.
Het tijdschrift werd onafgebroken uitgegeven tot op heden.